# Суходолье (Калининградская область)
Суходолье (до 1947 года нем. Klein Nuhr, Кляйн Нур) — посёлок в Гвардейском городском округе Калининградской области. До 2014 года входил в состав Знаменского сельского поселения.
Высота центра селения над уровнем моря — 31 м.

## История
23 января 1945 года Кляйн Нур был занят войсками Красной Армии, указом Президиума ВС РСФСР от 17 ноября 1947 года Кляйн Нур переименован в поселок Суходолье.

## Население
| 2002 | 2010 |
| ---- | ---- |
| 87   | ↘82  |